# Too Much Love Will Kill You
Too Much Love Will Kill You je píseň britské rockové skupiny Queen. Píseň vyšla na poslední studiové desce skupiny Made in Heaven v roce 1995. Napsal ji kytarista Brian May za pomoci Franka Muskera a Elizabeth Lamersové již roku 1988. U textu se Brian May inspiroval svými pocity z jeho tehdejších manželských potížích, což je patrné již z názvu, který v překladu znamená "Příliš mnoho lásky tě zabije". Na videoklipu, který Brian May ke své sólové verzi písně v roce 1992 nahrál, jde vidět jak zpívání písně velmi emotivně prožívá. Koncem 80. let se musel vypořádat se svými manželskými problémy a se zjištěním Mercuryho smrtelné diagnózy nemoci AIDS. Videoklip byl natočen rok po Mercuryho smrti (čili roku 1992), kdy měl Brian May velké deprese.

## Verze
Píseň byla 2× oficiálně nahraná a vydaná. Poprvé už mezi lety 1988–1989 nazpíval skladbu se skupinou Queen Freddie Mercury (tato verze vyšla na posledním studiovém albu kapely Made In Heaven z roku 1995). V roce 1992 nahrál „Too Much Love Will Kill You“ pro své sólové album Back to the Light kytarista skupiny Brian May. Ten ke své verzi nahrál videoklip v roce 1992 rok po smrti frotmana Queen Freddieho Mercuryho. Verze od kapely svůj videoklip nemá. Členové Queen se ale video rozhodli pojat jako vzpomínku na zesnulého Freddieho Mercuryho. Stvořili více než čtyřminutovou kompilaci z několika krátkých úseků z živých vystoupení, či dřívějších videoklipů.

## Obsazení nástrojů
Verze Queen
- Freddie Mercury – hlavní zpěv
- Brian May – elektrická kytara, doprovodné vokály, klávesy,
- Roger Taylor – bicí, doprovodné vokály
- John Deacon – basová kytara

Sólová verze Briana Maye
- Brian May – hlavní zpěv, doprovodné vokály, ukulele, klavír, klávesy